# Tela de carbón

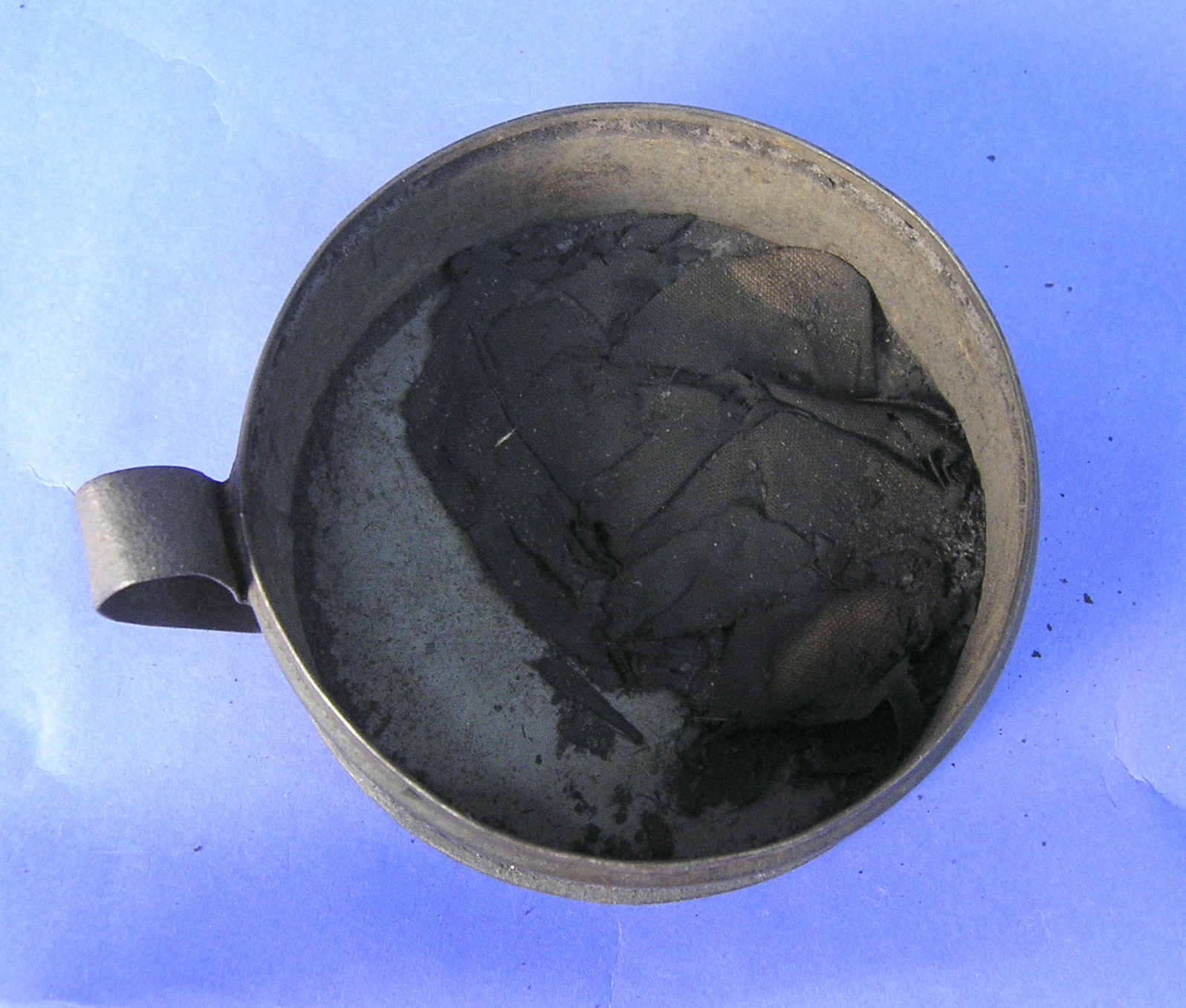
Tela de Carbón en un Balde.

La tela de carbón es un trozo de tela hecha de fibras vegetales (tales como lino, algodón o yute) que se ha convertido a través de pirólisis en un combustible de combustión lenta, de muy baja temperatura de ignición. Puede ser encendido con una sola chispa y a su vez puede ser utilizado para encender un manojo de yesca para iniciar un fuego.
La tela de carbón se inflama hasta con la chispa más pequeña.